# Гуселетово (Новосибирская область)
Гуселетово — упразднённое село в Искитимском районе Новосибирской области. На момент упразднения входило в состав Быстровского сельсовета. Исключено из учётных данных в 1957 году.

## География
Село располагалось на правом берегу реки Обь, в 4 км к северо-западу от деревни Бурмистрово, ныне акватория Новосибирского водохранилища.

## История
Село Гуселетово, относилось к одним из первых русских поселений в Сибири и было основано в 1520 году. В 1928 году состояло из 308 хозяйств. В административном отношении являлась центром Гуселетовского сельсовета Бердского района Новосибирского округа Сибирского края. В селе располагались школа 1-й ступени и лавка общества отребления.
В 1953 году, в свизи со строительством Новосибирского водохранилища и попаданием села в зону затопления, был начат процесс по переселения жителей в село Быстровка. В том же году Гуселетовский сельсовет был объединен с Атамановским, Завьяловским и Тулинским сельсоветами в Быстровский сельсовет. В 1957 году село была затоплена водами Новосибирского водохранилища.
Село снято с учёта 21.03.1957 года.

## Население
По переписи 1926 г. в селе проживало 1471 человек (680 мужчин и 791 женщина), основное население — русские.